# إلفيس هاموند
إلفيس هاموند (بالإنجليزية: Elvis Hammond)‏ (6 أكتوبر 1980 في غانا - ) هو لاعب كرة قدم غاني في مركز الهجوم. شارك مع منتخب غانا لكرة القدم. أما مع النوادي، فقد لعب مع إيستبورن بوروه وليستر سيتي ونادي بريستول روفيرز ونادي فارنبوروه ونادي فولهام ونورويتش سيتي ونادي روسيندال ‏ ونادي وكينغ ونادي كينغستونيان وساتون يونايتد ونادي تشيلتنهام تاون لكرة القدم وهاستينغز يونايتد.

## وصلات خارجية
- إلفيس هاموند على موقع قاعدة بيانات كرة القدم.إي يو (الإنجليزية)
- إلفيس هاموند على موقع ناشيونال فوتبول تيمز (الإنجليزية)
- إلفيس هاموند على موقع Soccerbase.com (لاعب) (الإنجليزية)
- إلفيس هاموند على موقع Soccerway.com (الإنجليزية)
- إلفيس هاموند على موقع عالم كرة القدم.نت (الإنجليزية)